# Aloe fosteri

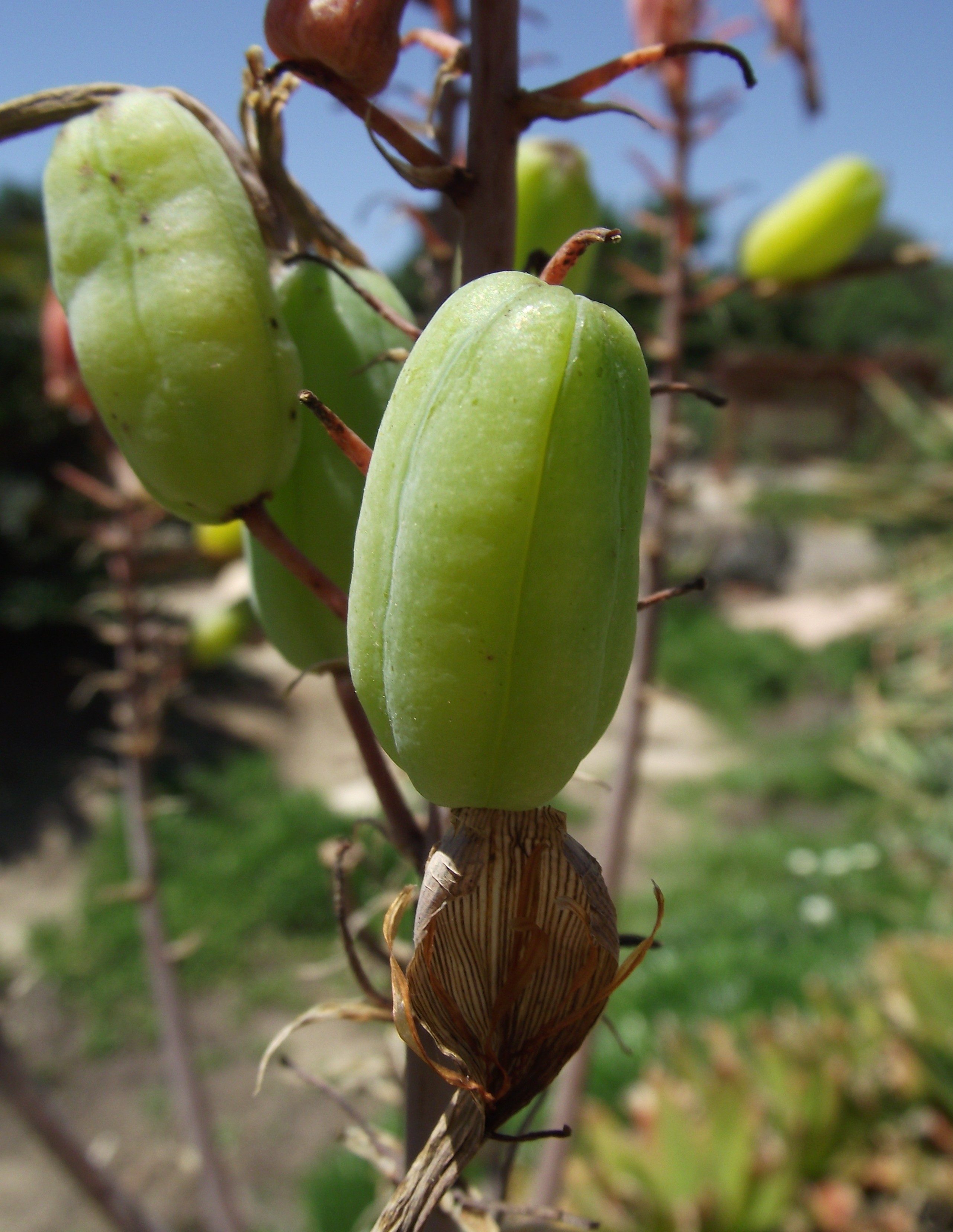
Früchte

Aloe fosteri ist eine Pflanzenart der Gattung der Aloen in der Unterfamilie der Affodillgewächse (Asphodeloideae). Das Artepitheton fosteri ehrt den Südafrikaner Cyril Foster aus Krugersdorp.

## Beschreibung

### Vegetative Merkmale
Aloe fosteri wächst stammlos oder stammbildend, sprosst für gewöhnlich und bildet kleine Gruppen. Die Stämme sind bis zu 20 Zentimeter lang. Die etwa 20 lanzettlich spitz zulaufenden Laubblätter bilden Rosetten. Die Blattspreite ist etwa 40 Zentimeter lang und 8 bis 10 Zentimeter breit. Die hell trübgrüne, undeutliche linierte Blattoberseite ist mit undeutlichen, schmutzig weißen, ovalen Flecken bedeckt, die mehr oder weniger in Querbändern angeordnet sind. Die Blattunterseite ist meist nicht gefleckt. Die stechenden, leicht abgebogenen Zähne am Blattrand sind 3 bis 4 Millimeter lang und stehen 10 bis 15 Millimeter voneinander entfernt. Der trockene Blattsaft ist etwas purpurfarben.

### Blütenstände und Blüten
Der Blütenstand besteht aus etwa acht Zweigen und ist bis zu 2 Meter lang. Die unteren Zweige sind nochmals verzweigt. Die lockeren, schmal zylindrisch spitz zulaufenden Trauben sind bis zu 40 Zentimeter lang und 6 bis 7 Zentimeter breit. Die lanzettlich spitz zulaufenden Brakteen sind meist nur wenig länger als die Blütenstiele. Die hell trüblich ziegelroten und etwas bereiften Blüten stehen an 6 bis 9 Millimeter langen Blütenstielen. Die Blüten sind 30 Millimeter lang und an ihrer Basis gestutzt. Auf Höhe des Fruchtknotens weisen sie einen Durchmesser von 9 Millimeter auf. Darüber sind sie abrupt auf 3,5 Millimeter verengt und anschließend zu ihrer Mündung hin erweitert. Ihre äußeren Perigonblätter sind auf einer Länge von 8 Millimetern nicht miteinander verwachsen. Die Staubblätter und der Griffel ragen kaum aus der Blüte heraus.

### Genetik
Die Chromosomenzahl beträgt {\displaystyle 2n=14}.

## Systematik und Verbreitung
Aloe fosteri ist in der südafrikanischen Provinz Mpumalanga im subtropischen Busch in Höhenlagen von 610 bis 910 Metern verbreitet.
Die Erstbeschreibung durch Neville Stuart Pillans wurde 1933 veröffentlicht.

## Nachweise